# Hemistigma affinis
Hemistigma affinis is een libellensoort uit de familie van de korenbouten (Libellulidae), onderorde echte libellen (Anisoptera).
De wetenschappelijke naam Hemistigma affinis is voor het eerst geldig gepubliceerd in 1842 door Rambur.